# Gaizka Mendieta
Gaizka Mendieta Zabala (* 27. března 1974, Bilbao, Španělsko) je bývalý baskický fotbalový záložník a reprezentant Španělska.
Fotbalový univerzál s dobrými ofenzivními schopnostmi, dokázal připravovat šance pro spoluhráče i se sám do nich dostávat. Účastník Mistrovství Evropy 2000 a Mistrovství světa 2002.

## Klubová kariéra
Velká část jeho fotbalové kariéry je spjata s klubem Valencia CF, s níž si zahrál dvakrát ve finále Ligy mistrů (v sezóně 1999/00 porážka 0:3 s Realem Madrid a v sezóně 2000/01 porážka s Bayernem Mnichov na penalty). Ve Valencii nosil kapitánskou pásku.
Aktivní hráčskou kariéru ukončil v létě 2008 v anglickém klubu Middlesbrough.

## Reprezentační kariéra
Byl členem španělských reprezentačních výběrů U18, U20, U21 a U23.
27. března 1999 debutoval v A-mužstva Španělska v kvalifikačním utkání ve Valencii proti Rakousku, které Španělé vyhráli drtivě 9:0. Mendieta nastoupil na hřiště v 68. minutě.
Zúčastnil se Mistrovství Evropy 2000 v Belgii a Nizozemsku, kde Španělsko podlehlo ve čtvrtfinále Francii 1:2. Mendieta skóroval v základní skupině C proti Jugoslávii (výhra 4:3) a ve zmiňovaném čtvrtfinále proti Francii. Obě branky vstřelil z pokutových kopů. Byl i v kádru pro Mistrovství světa 2002 v Japonsku a Jižní Koreji, kde Španělé vypadli ve čtvrtfinále s Jižní Koreou na penalty. Gaizka na turnaji skóroval jednou, v základní skupině B proti Jihoafrické republice (výhra 3:2).
Za španělský národní tým odehrál v letech 1999–2002 celkem 40 zápasů a vstřelil 8 gólů.

## Ocenění
Roku 2000 skončil v anketě Zlatý míč, která hledala nejlepšího fotbalistu Evropy, na osmém místě.